# NHS Nightingale Hospital North West
Le NHS Nightingale Hospital North West (en français : hôpital Nightingale Nord Ouest du National Health Service) est le troisième hôpital temporaire du NHS Nightingale Hospitals, mis en place par le NHS England (en) à Manchester pour aider à faire face à la pandémie de coronavirus de 2020. Il a été construit à l'intérieur du Manchester Central Convention Complex et a ouvert le 13 avril 2020.